# Bøur
Bøur is een dorp behorende tot de gemeente Sørvágs Kommuna in het westen van het eiland Vágar op de Faeröer. Bøur heeft 70 inwoners. De postcode is FO 386. Bøur is een oud dorpje met smalle straatjes waar de huisjes dicht bij elkaar staan. Vanuit Bøur is er een mooi uitzicht op de twee rotsen Drangarnir. Bøur wordt ook vernoemd in de zogenaamde Hondsbrief uit 1350 maar waarschijnlijk is het dorpje nog ouder.

## Externe link

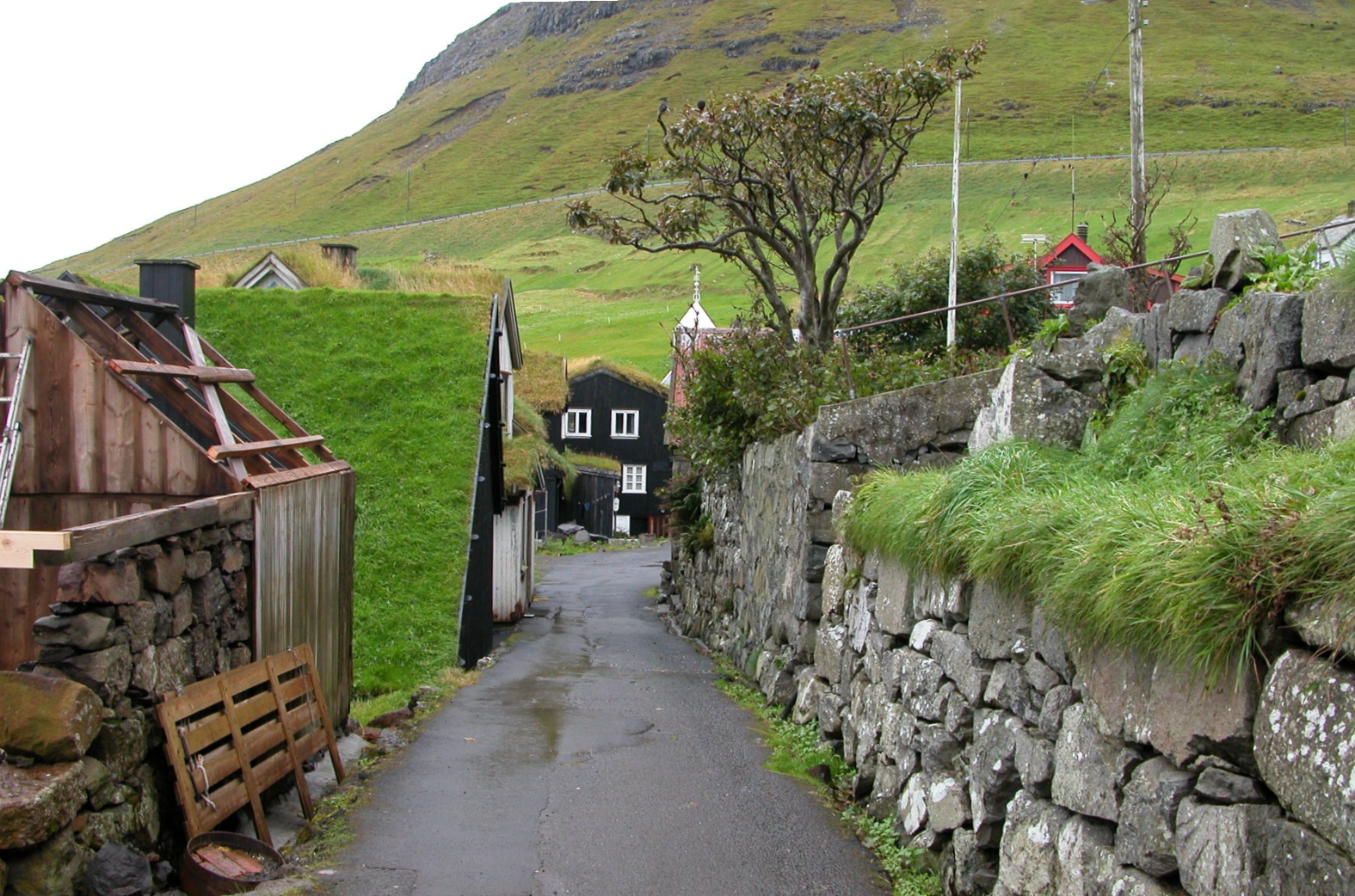
Een straatje in Bøur
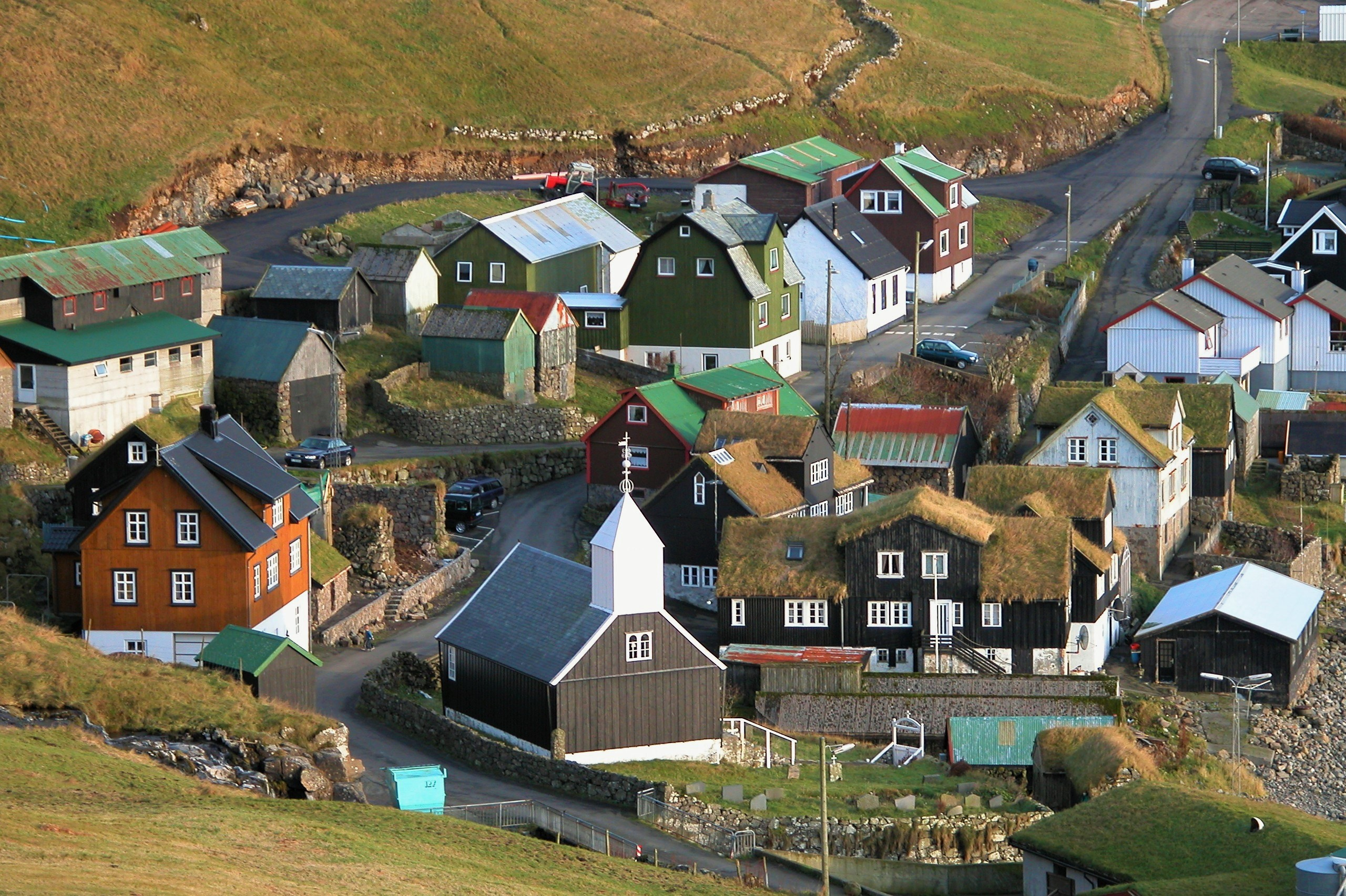
Zicht op Bøur
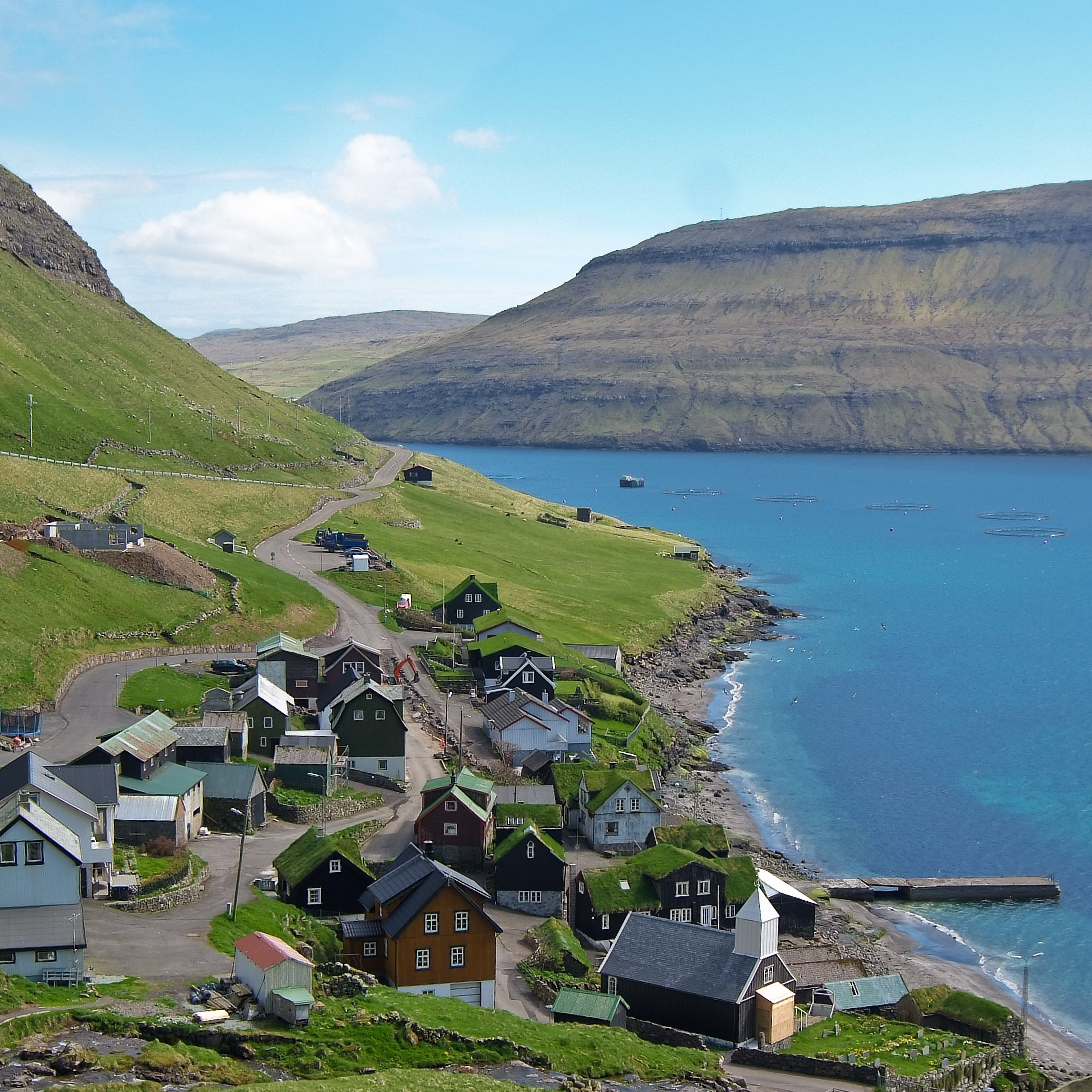
Nogmaals zicht op het dorp